# Corson County
Corson County är ett administrativt område i delstaten South Dakota, USA. År 2010 hade countyt 4 050 invånare. Den administrativa huvudorten (county seat) är McIntosh. 

## Geografi
Enligt United States Census Bureau så har countyt en total area på 6 551 km². 6 405 km² av den arean är land och 146 km² är vatten.  

### Angränsande countyn
- Sioux County, North Dakota - nord
- Campbell County, South Dakota - öst
- Walworth County, South Dakota - sydost
- Dewey County, South Dakota - syd
- Ziebach County, South Dakota - sydväst
- Perkins County, South Dakota - väst